# Сталліон-Спрінгс (Каліфорнія)
Сталліон-Спрінгс (англ. Stallion Springs) — переписна місцевість (CDP) в США, в окрузі Керн штату Каліфорнія. Населення — 3139 осіб (2020).

## Географія
Сталліон-Спрінгс розташований за координатами 35°5′37″ пн. ш. 118°38′35″ зх. д. / 35.09361° пн. ш. 118.64306° зх. д. (35.093557, -118.642917).  За даними Бюро перепису населення США в 2010 році переписна місцевість мала площу 42,61 км², з яких 42,55 км² — суходіл та 0,06 км² — водойми.

## Демографія
Згідно з переписом 2010 року, у переписній місцевості мешкало 2488 осіб у 1004 домогосподарствах у складі 757 родин. Густота населення становила 58 осіб/км².  Було 1204 помешкання (28/км²).
Расовий склад населення:
| - 90,0 % — білих - 1,3 % — азіатів - 1,2 % — чорних або афроамериканців - 1,0 % — корінних американців - 0,3 % — вихідців з тихоокеанських островів - 3,2 % — осіб інших рас |

До двох чи більше рас належало 3,0 %. Частка іспаномовних становила 11,5 % від усіх жителів.
За віковим діапазоном населення розподілялося таким чином: 21,0 % — особи молодші 18 років, 58,3 % — особи у віці 18—64 років, 20,7 % — особи у віці 65 років та старші. Медіана віку мешканця становила 46,7 року. На 100 осіб жіночої статі у переписній місцевості припадало 95,8 чоловіків;  на 100 жінок у віці від 18 років та старших — 96,4 чоловіків також старших 18 років.
Середній дохід на одне домашнє господарство  становив 88 891 долар США (медіана — 57 011), а середній дохід на одну сім'ю — 93 946 доларів (медіана — 68 152). За межею бідності перебувало 9,0 % осіб, у тому числі 21,9 % дітей у віці до 18 років та 2,7 % осіб у віці 65 років та старших.
Цивільне працевлаштоване населення становило 1272 особи. Основні галузі зайнятості: освіта, охорона здоров'я та соціальна допомога — 35,0 %, транспорт — 18,6 %, виробництво — 17,2 %.